# Emanuel Coronel
Emanuel Coronel (Concepción, Tucumán; 1 de febrero de 1997) es un futbolista profesional argentino que se desempeña como defensor en Club Atlético Rosario Central, de la Primera División de Argentina.

## Trayectoria

### Banfield
Coronel llegó a la Primera de Banfield en 2017 y el 3 de febrero del año siguiente debutó como profesional. Fue contra Atlético Tucumán, siendo titular en el empate 0-0.

### Brown de Adrogué
Al no tener mucha participación con el Taladro, es cedido a mediados de 2019 a Brown de Adrogué, de la Primera Nacional. Sin embargo, no tuvo la continuidad esperada y solo jugó 6 partidos.

### Regreso a Banfield
En enero de 2020 regresó a Banfield, por petición del entrenador Julio César Falcioni.

## Estadísticas
Actualizado al 16 de agosto del 2025.
| Club | Div.          | Temporada     | Liga  | Liga  | Liga   | Copas Nacionales (1) | Copas Nacionales (1) | Copas Nacionales (1) | Copas Internacionales (2) | Copas Internacionales (2) | Copas Internacionales (2) | Total | Total | Total  |
| Club | Div.          | Temporada     | Part. | Goles | Asist. | Part.                | Goles                | Asist.               | Part.                     | Goles                     | Asist.                    | Part. | Goles | Asist. |
| --- | ------------- | ------------- | ----- | ----- | ------ | -------------------- | -------------------- | -------------------- | ------------------------- | ------------------------- | ------------------------- | ----- | ----- | ------ |
| Banfield Argentina | 1.ª           | 2017-18       | 2     | 0     | 0      | -                    | -                    | -                    | -                         | -                         | -                         | 2     | 0     | 0      |
| Banfield Argentina | 1.ª           | 2018-19       | 3     | 0     | 0      | 4                    | 0                    | 0                    | 0                         | 0                         | 0                         | 7     | 0     | 0      |
| Banfield Argentina | 1.ª           | 2019-20       | 2     | 0     | 0      | 1                    | 0                    | 0                    | -                         | -                         | -                         | 3     | 0     | 0      |
| Banfield Argentina | 1.ª           | 2020-21       | -     | -     | -      | 15                   | 0                    | 0                    | -                         | -                         | -                         | 15    | 0     | 0      |
| Banfield Argentina | 1.ª           | 2021          | 21    | 0     | 2      | 9                    | 0                    | 1                    | -                         | -                         | -                         | 30    | 0     | 3      |
| Banfield Argentina | 1.ª           | 2022          | 23    | 1     | 0      | 13                   | 1                    | 0                    | 5                         | 0                         | 0                         | 41    | 2     | 0      |
| Banfield Argentina | 1.ª           | 2023          | 21    | 0     | 0      | 17                   | 0                    | 2                    | -                         | -                         | -                         | 38    | 0     | 2      |
| Banfield Argentina | 1.ª           | 2024          | -     | -     | -      | 2                    | 0                    | 0                    | -                         | -                         | -                         | 2     | 0     | 0      |
| Banfield Argentina | Total club    | Total club    | 72    | 1     | 2      | 61                   | 1                    | 3                    | 5                         | 0                         | 0                         | 138   | 2     | 5      |
| Brown (A) Argentina | 2.ª           | 2019-20       | 6     | 0     | 0      | -                    | -                    | -                    | -                         | -                         | -                         | 6     | 0     | 0      |
| Brown (A) Argentina | Total club    | Total club    | 6     | 0     | 0      | -                    | -                    | -                    | -                         | -                         | -                         | 6     | 0     | 0      |
| Rosario Central Argentina | 1.ª           | 2024          | 21    | 0     | 0      | 7                    | 0                    | 1                    | 7                         | 0                         | 0                         | 35    | 0     | 1      |
| Rosario Central Argentina | 1.ª           | 2025          | 21    | 0     | 3      | 0                    | 0                    | 0                    | -                         | -                         | -                         | 21    | 0     | 3      |
| Rosario Central Argentina | Total club    | Total club    | 42    | 0     | 3      | 7                    | 0                    | 1                    | 7                         | 0                         | 0                         | 56    | 0     | 4      |
| Total carrera | Total carrera | Total carrera | 120   | 1     | 5      | 68                   | 1                    | 4                    | 12                        | 0                         | 0                         | 200   | 2     | 9      |
| (1) Incluye Copa Argentina, Copa de la Superliga Argentina, Copa de la Liga Profesional y Trofeo de Campeones de la Liga Profesional. (2) Incluye Copa Sudamericana y Copa Libertadores de América. |               |               |       |       |        |                      |                      |                      |                           |                           |                           |       |       |        |